# Phygopoda jacobi
Phygopoda jacobi là một loài bọ cánh cứng trong họ Cerambycidae.